# Планарна хіральність
Планарна хіральність є особливим випадком хіральності для двох вимірів.
Планарна хіральність є математичним терміном, що знаходить застосування в хімії, фізиці і суміжних фізичних науках, наприклад, в астрономії, оптиці і метаматеріалах. 

## Планарна хіральність в хімії

Планарна хіральність похідних фероцену, якій використовують для кінетичного розщеплення деяких рацемічних вторинних спиртів

Планарна хіральність (англ. planar chirality) — хіральність, коли визначальним структурним елементом, що може бути основою для віднесення конфігурації молекули до певного різновиду, є площина. Така хіральність властива для молекул точкових груп С1, С2, D2.
Термін інколи використовується для стереоізомерії, що виникає при певному розташуванні позаплощинних груп відносно хіральної площини. Прикладом може бути атропізомерія (Е)-циклооктену (хіральна площина — подвійний зв'язок та приєднані до нього атоми) чи монозаміщеного парациклофану (хіральна площина — заміщене кільце). Конфігурацію молекулярних індивідів з планарною хіральністю позначають за допомогою стереодескрипторів Rp i Sp (або Р і М).

## Планарна хіральність в оптиці та метаматеріалах
Вивчення планарної хіральності метаматеріалів показало, що плоска хіральність пов'язана з оптичним ефектом: зі спрямованою асиметричною передачею (відображенням і поглинанням) хвиль кругової поляризації. Плоскі хіральні метаматеріали, які також є анізотропними, демонструють різні загальні рівні передачі (відображення і поглинання) для тієї ж циркулярно поляризованої хвилі, що падає на їх передню і задню сторони.
Плоскі хіральні метаматеріали змінюють властивості для лівих і правосторонніх поляризованих хвиль, які падають на їх передню і задню частини. Зокрема, ліві і правобічні циркулярно поляризовані хвилі мають протилежну асиметрію передачі (відображення і поглинання).